# Partito di Unità Nazionale (Kenya)
Il Partito di Unità Nazionale (in inglese: Party of National Unity - PNU) è stata una coalizione di partiti politici fondata in Kenya nel 2007, al fine di sostenere la candidatura di Mwai Kibaki in vista delle elezioni presidenziali.
La coalizione si componeva dei seguenti soggetti politici:
- Coalizione Nazionale Arcobaleno - Kenya (National Rainbow Coalition - Kenya - NARC-Kenya);
- Unione Nazionale Africana del Kenya (Kenya African National Union - KANU);
- Forum per la Restaurazione della Democrazia - Kenya (Forum for the Restoration of Democracy - Kenya - FORD-Kenya);
- Forum per la Restaurazione della Democrazia - Popolo (Forum for the Restoration of Democracy - People - FORD-People);
- Partito Democratico (Democratic Party - DP);
- Partito dell'Alleanza Nazionale del Kenya (National Alliance Party of Kenya - NAPK);
- Shirikisho.

Le elezioni videro la vittoria di Kibaky, che ottenne il 47% dei voti contro il 44% dello sfidante Raila Odinga, sostenuto dal Movimento Democratico Arancione.
Alle precedenti elezioni presidenziali del 2002, Kibaki era stato sostenuto dalla Coalizione Nazionale Arcobaleno, che successivamente si era divisa: nel 2005, infatti, i fedeli di Kibaki fuoriuscirono dal NARC e si riorganizzarono col nome NARC-Kenya; il resto del partito, guidato da Charity Ngilu, non appoggiò la rielezione di Kibaki nel 2007 e sostenne Odinga.